# Heliophanus splendidus
Heliophanus splendidus este o specie de păianjeni din genul Heliophanus, familia Salticidae, descrisă de Wesolowska în anul 2003. Conform Catalogue of Life specia Heliophanus splendidus nu are subspecii cunoscute.